# Zerfe Wondemagegn
Kassazerfe Wondemagegn, detta Zerfe (26 ottobre 2002), è una siepista etiope, vincitrice della medaglia d'argento ai campionati africani 2022 nei 3000 m siepi. Ha vinto anche una medaglie d'argento ai mondiali under 20  a Nairobi nel 2021 sempre nei 3000 m siepi.

## Biografia
Tra agosto e settembre risulta positiva tre volte all'EPO. Il 24 aprile 2024 patteggia 5 anni di squalifica.

## Progressione

### 3000 metri siepi
| Stagione | Misura  | Luogo   | Data      | Rank. Mond. |
| -------- | ------- | ------- | --------- | ----------- |
| 2023     | 9'04"61 | Firenze | 2-6-2023  |             |
| 2022     | 9'06"37 | Zurigo  | 8-9-2022  |             |
| 2021     | 9'16"41 | Tokyo   | 4-8-2021  |             |
| 2019     | 9'33"27 | Hengelo | 17-7-2019 |             |

## Palmarès
| Anno | Manifestazione | Sede         | Evento       | Risultato | Prestazione | Note  |
| ---- | -------------- | ------------ | ------------ | --------- | ----------- | ----- |
| 2019 | Africani U18   | Abidjan      | 2000 m siepi | Argento   | 6'51"41     |       |
| 2019 | Mondiali       | Doha         | 3000 m siepi | Batteria  | 9'40"92     | [ 2 ] |
| 2021 | Olimpiadi      | Tokyo        | 3000 m siepi | 8ª        | 9'16"41     |       |
| 2021 | Mondiali U20   | Nairobi      | 3000 m siepi | Argento   | 9'35"22     | [ 3 ] |
| 2022 | Africani       | Saint-Pierre | 3000 m siepi | Argento   | 9'41"37     | [ 4 ] |
| 2023 | Mondiali       | Budapest     | 3000 m siepi | 4ª        | 9'05"51     | [ 5 ] |

## Altre competizioni internazionali
2022
- 6ª al Meeting de Paris, ( Parigi), 3000 metri siepi - 9'27"75
- 6ª al Kamila Skolimowska Memorial, ( Chorzów), 3000 metri piani - 8'43"33
- Argento all'Herculis, ( Monaco), 3000 metri siepi - 9'06"63
- 5ª al Memorial Van Damme, ( Bruxelles), 3000 metri siepi - 9'10"16
- 4ª al Weltklasse Zürich, ( Zurigo), 3000 metri siepi - 9'06"37

2023
- 6ª al Doha Diamond League, ( Doha), 3000 metri siepi - 9'13"30
- Bronzo al Golden Gala Pietro Mennea, ( Firenze), 3000 metri siepi - 9'04"61
- 5ª al Prefontaine Classic ( Eugene), 3000 m siepi - 9'05"36
- 6ª al Weltklasse Zürich ( Zurigo), 3000 m siepi - 9'13"73
- 4ª all'Athletissima, ( Losanna), 3000 metri siepi - 9'14"34